# Редник Джейн
„Редник Джейн“ (на английски: G.I. Jane) е американски екшън драматичен филм от 1997 година на режисьора Ридли Скот.

## Сюжет
Внимание:  Текстът по-долу разкрива сюжета на произведението (или части от него)!
Комисията по въоръжените сили на Сената на САЩ интервюира кандидат за министър на флота. Сенатор Лилиан ДеХавън от Тексас критикува флота за липсата на неутралитет между половете, а зад кулисите се сключва сделка: ако жените се представят по-добре от мъжете на най-трудните тестове на флота, от военните ще се изисква да назначават жени на всички военноморски длъжности. За ролята на „опитно зайче“ е избрана жена лейтенант Джордан О'Нийл, която заедно с мъжете трябва да се подложи на нечовешки трудни изпитания...

## Актьорски състав
| Актьор             | Роля                                                                          |
| ------------------ | ----------------------------------------------------------------------------- |
| Деми Мур           | Джордан О'Нийл – жена лейтенант                                               |
| Виго Мортенсен     | Джон Джеймс „Джак“ Ургейл – старши командир на отряда за специална подготовка |
| Ан Банкрофт        | Лилиан ДеХавън – сенатор на САЩ                                               |
| Джейсън Бег        | Ройс Харпър – лейтенант-командир, любовникът на О'Нийл                        |
| Даниел фон Барген  | Теодор Хейс – министър на военноморските сили на САЩ                          |
| Скот Уилсън        | капитан Салем – началник на центъра за специална подготовка                   |
| Джон Майкъл Хигинс | началник на щаба на центъра за специална подготовка                           |
| Кевин Гейдж        | Макс Пиро – инструктор на центъра за специална подготовка                     |
| Дейвид Уоршофски   | Джонс – инструктор на центъра за специална подготовка                         |
| Дейвид Вадим       | сержант първи ранг Кортез                                                     |
| Лусинда Джени      | лейтенант Блондел                                                             |
| Морис Честнът      | лейтенант Маккул                                                              |
| Джош Хопкинс       | мичман Ф. Лий Монтгомъри                                                      |
| Джим Кавийзъл      | Словник[ неясно? ]                                                            |
| Бойд Кестнър       | лейтенант „Уик“ Уикауър                                                       |
| Димитри Диаченко   | стажант                                                                       |